# KK Domžale
O KK Domžale, também conhecido como KK Helios Suns ou simplesmente Helios em razões de patrocinadores, é um clube profissional de basquetebol sediado na cidade de Domžale, Eslovênia que atualmente disputa a 1.SKL. Foi fundado em 1957 e manda seus jogos no ginásio Hala Komunalnega Centra que possui capacidade de 2.500 espectadores.

## Premiações

### Liga
- Liga Eslovena:

Campeões(2): 2006–07, 2015–16
Finalista (2): 2007–08, 2008–09

### Copa
- Copa da Eslovênia:

Campeão (1): 2007
Finalista (3): 2008, 2011, 2013
- Supercopa da Eslovênia:

Finalista (2): 2007, 2008

### Regional
- Copa Alpe Adria:

Campeões (1): 2015–16